# GESTIS-Stoffdatenbank
Die GESTIS-Stoffdatenbank (von „Gefahrstoffinformationssystem“) ist eine frei zugängliche Datenbank chemischer Verbindungen. Sie wird unterhalten durch das Institut für Arbeitsschutz der Deutschen Gesetzlichen Unfallversicherung.
Die GESTIS-Stoffdatenbank enthält zu etwa 8800 Stoffen folgende Informationen:
- Identifikation über eine maximal 6-stellige Zentrale-Vergabe-Nummer (ZVG-Nr.)[2]
- Toxikologie/Ökotoxikologie
- Physikalisch-chemische Daten
- Arbeitsmedizin und Erste Hilfe
- Umgang und Verwendung
- Vorschriften

Die Daten liegen in deutscher und englischer Sprache vor. Der Zugriff kann via Internet oder mobiler App erfolgen.
Im Informationssystem GESTIS gibt es weitere Datenbanken:
Die Datenbank GESTIS International Limit Values enthält auf Englisch eine Zusammenstellung von Arbeitsplatzgrenzwerten für Gefahrstoffe aus 32 Ländern, darunter Grenzwerte für 2184 Stoffe. Sie ist auch als App für iPhone, iPod touch, iPad und Android-App verfügbar.
Die GESTIS-DNEL-Liste (siehe DNEL) macht DNEL-Werte mit Arbeitsplatzbezug verfügbar, die von der Europäischen Chemikalien-Agentur (ECHA) in dieser Form veröffentlicht wurden. Sie umfasst Einträge zu über 6000 Stoffen.
Die GESTIS-Biostoffdatenbank enthält Informationen für sichere Tätigkeiten mit Biostoffen am Arbeitsplatz und über wichtige Eigenschaften der einzelnen Biostoffe. Es sind Angaben zu etwa 19500 Biostoffen enthalten.
Die Datenbank GESTIS-STAUB-EX enthält wichtige Brenn- und Explosionskenngrößen von über 7000 Staubproben aus fast allen Branchen. Sie hilft bei der sicheren Handhabung brennbarer Stäube und der Konzeption von Schutzmaßnahmen gegen Staubexplosionen (siehe Explosionsschutz). Die Datenbank gibt es auf Deutsch, Englisch und jeweils in einer Mobilversion.
Der GESTIS-Stoffenmanager hilft bei der Gefährdungsbeurteilung und Abschätzung der inhalativen Exposition bei Tätigkeiten mit Gefahrstoffen.
Die Datenbank „Analytical Methods for Chemical Agents at Workplaces“ (GESTIS-AMCAW) bietet für besonders relevante Gefahrstoffe eine aktuelle Sammlung an Messverfahren aus Ländern der Europäischen Union (EU), Großbritannien, Kanada und den USA. Es ist möglich, AMCAW mit anderen GESTIS-Datenbanken zu verlinken. AMCAW liefert Informationen darüber, welche Messbereiche die Verfahren umfassen. Die Methodenbeschreibungen werden von den analytischen Instituten der jeweiligen Länder eingestellt.